# 崑玉市
崑玉市 （こんぎょく-し、中国語簡体字：昆玉市、ウイグル語：قۇرۇمقاش شەھىرى、ウイグル語ラテン文字：Qurumqash Shehiri）は、中華人民共和国新疆ウイグル自治区に位置する区直轄県級市。市と新疆生産建設兵団第14師団は一体として運用されているため、これらの総称である兵団第十四師崑玉市又はその略称の十四師崑玉市と呼ばれることが多い。市政府住所は新疆ウイグル自治区崑玉市崑玉大道玉棗路1号。
市中心部は、和田市の西約70キロメートルの地点に位置する。
もとは、和田地区の墨玉県・皮山県・チラ県｜策勒県の一部に所在する師団の管理地域であったが、これらをまとめて、2016年2月26日に新疆生産建設兵団第14師団の設立する、いわゆる師市合一の県級市となった。
14師団と市の党の組織は一体として運用されているほか、師団幹部が崑玉市政府の幹部を兼務している。 

## 地名由来
「崑岡出美玉」ということから、「崑玉」という名がつけられ、2016年1月7日、崑玉市が発足。

## 地理
市域は、和田地区の墨玉県・皮山県・策勒県にまたがり、総面積は約1,500平方キロメートル。総人口は4万7500人（2016年2月現在）。

## 行政区画
- 団（鎮）：224団、225団玉泉鎮、47団老兵鎮、崑泉鎮、崑牧鎮

## 交通
- 高速道路： G315国道